# Franck Perque

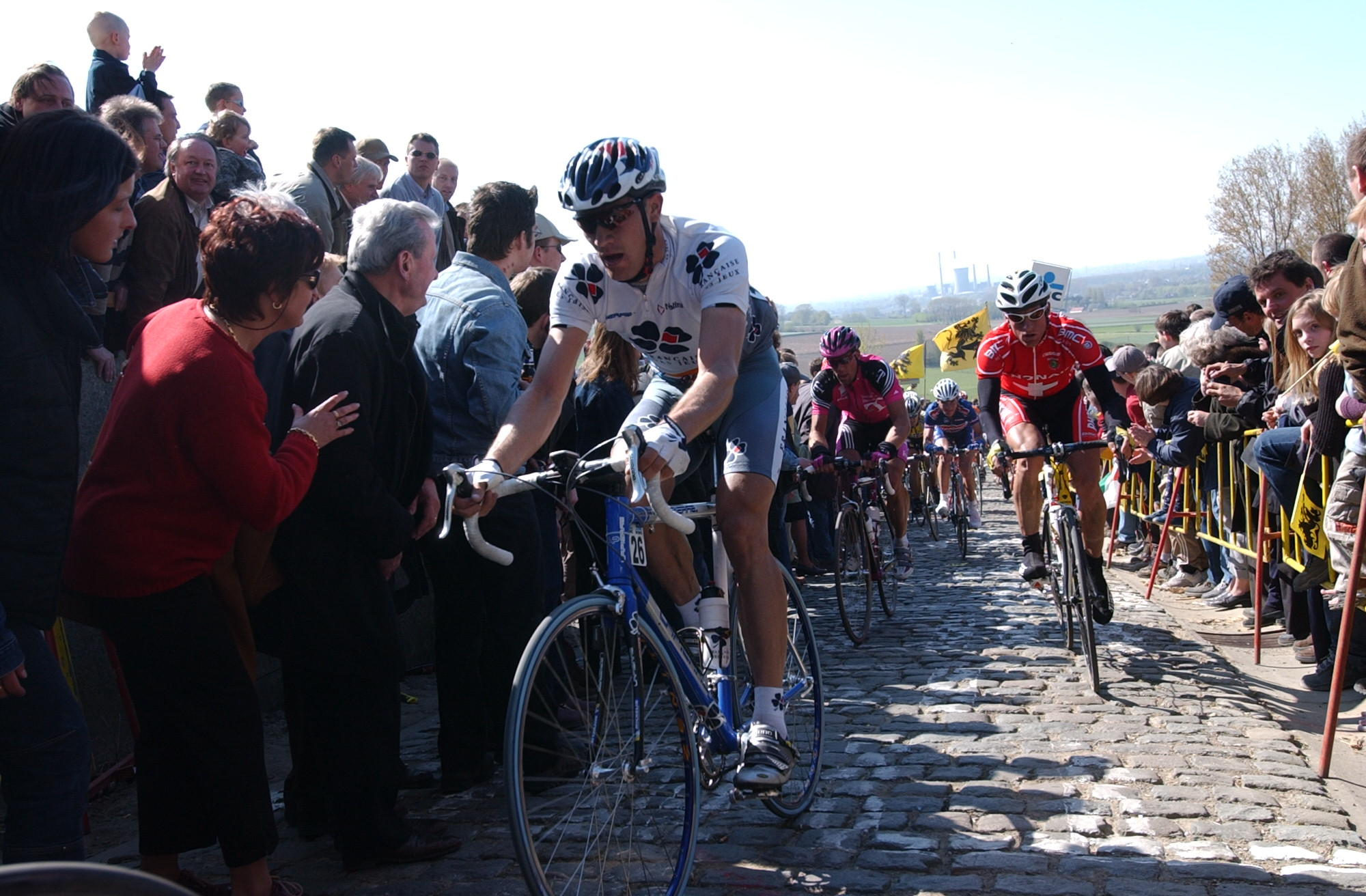
Franck Perque au Tour des Flandres 2002.

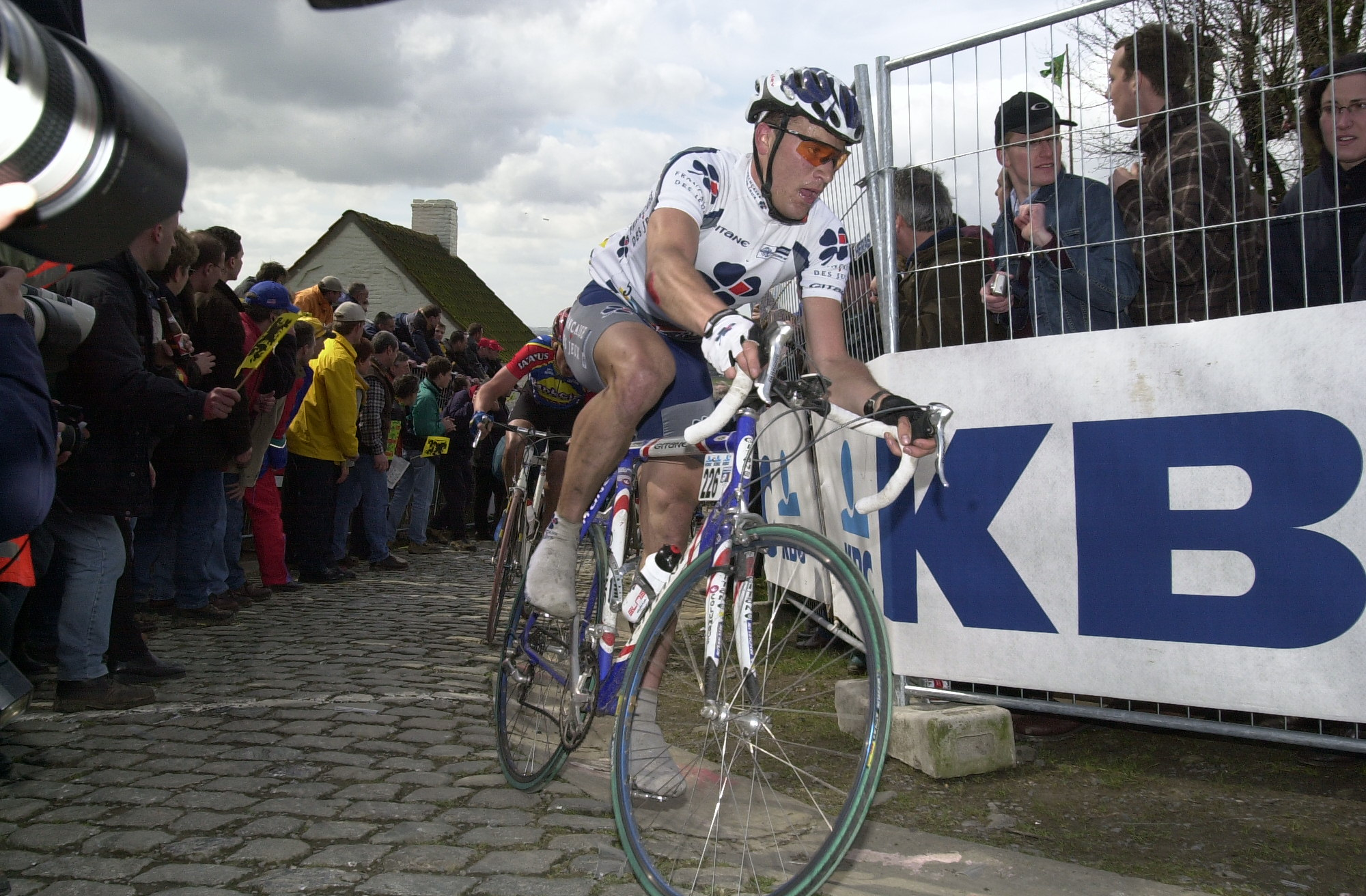
Franck Perque au Tour des Flandres 2001.

Franck Perque, né le 30 novembre 1974 à Amiens, est un coureur cycliste français. Spécialiste de la piste, il compte deux titres de champion du monde à son palmarès. Il est membre de l'équipe La Française des jeux entre 1998 et 2002.
Il devient par la suite responsable sportif au sein du service compétition de Amaury Sport Organisation, dirigé par Thierry Gouvenou, responsable de tracer les étapes des épreuves cyclistes. Il est notamment directeur de course du Tour de France Femmes depuis 2022.

## Palmarès sur route
- 1992
  -  Médaillé de bronze au championnat du monde du contre-la-montre par équipes juniors
- 1993
  - 3e de la Ronde de l'Oise
- 1996
  - 2e étape des Trois Jours de Cherbourg
  - Paris-Tours espoirs
  - 3e de Paris-Évreux
  - 3e du Grand Prix de Gerponville
- 1997
  - Boucles de Picquigny
- 1998
  - 5e étape du Tour de Normandie
- 2003
  - 5e étape du Circuit des plages vendéennes
  - 2e de Paris-Rouen
- 2004
  - 2e du Grand Prix de Lillers
- 2006
  - Ronde de l'Oise :
    - Classement général
    - 1re et 3ea (contre-la-montre par équipes) étapes

  - Paris-Connerré
- 2007
  - Boucles de Picquigny
  - Paris-Ézy
  - 2e du Circuit méditerranéen

## Résultats sur les grands tours

### Tour d'Italie
1 participation
- 2000 : abandon (2e étape)

## Palmarès sur piste

### Jeux olympiques
- Athènes 2004
  - 10e de la course aux points

### Championnats du monde
- Perth 1997

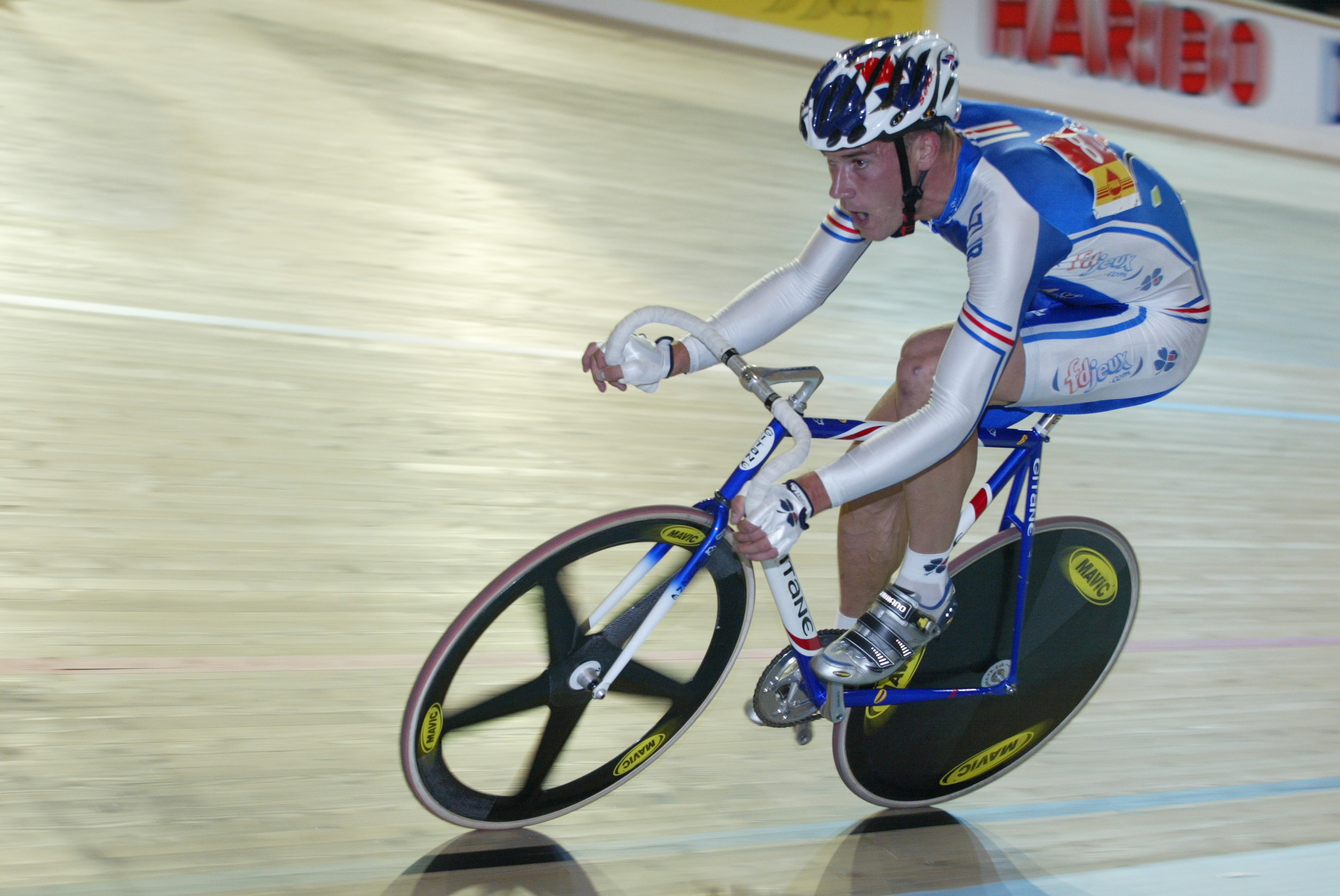
Franck Perque lors des championnats du monde sur piste de 2002

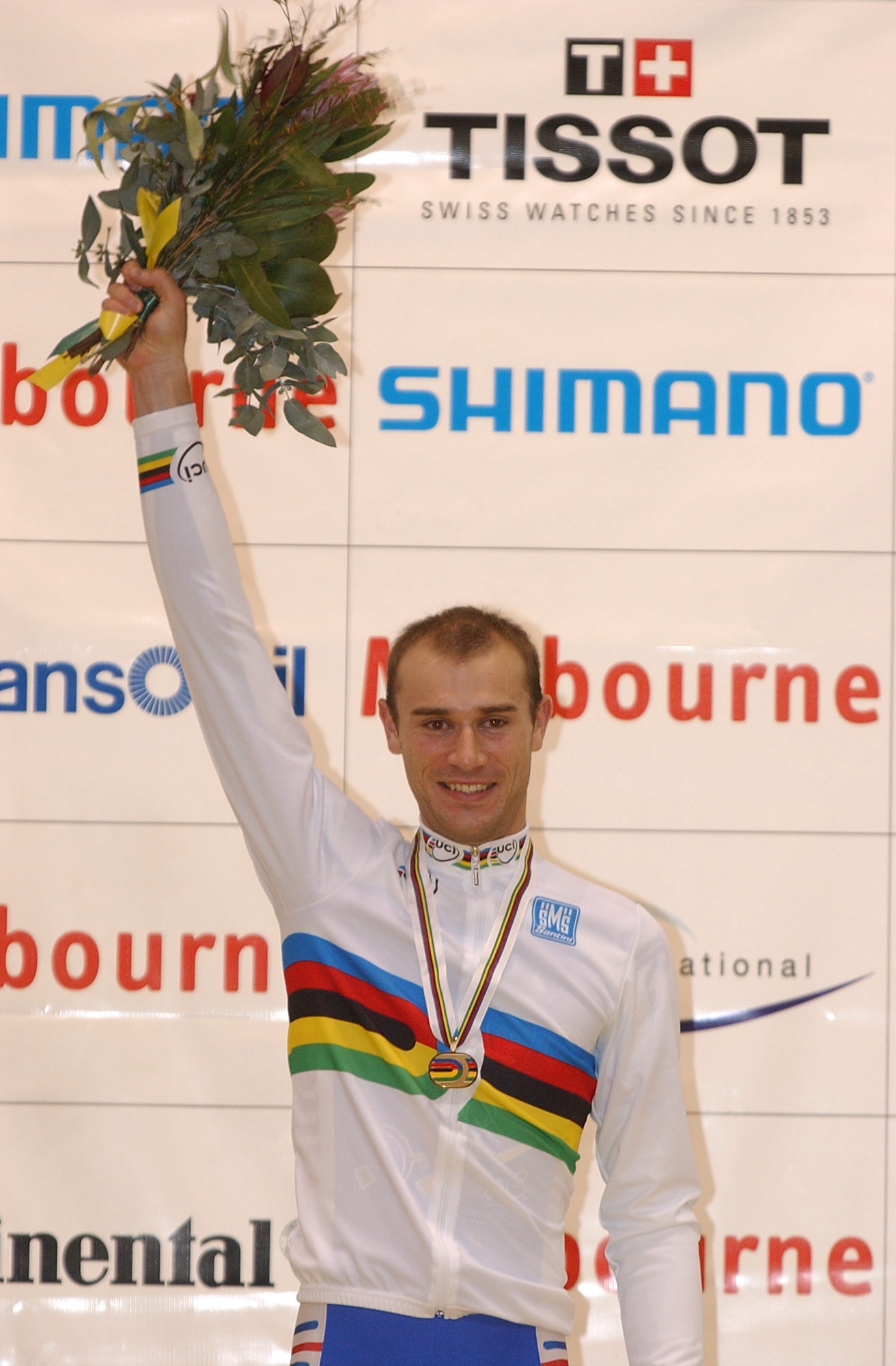
Franck Perque lors des championnats du monde sur piste de 2004

  -  Médaillé de bronze de la poursuite par équipes
- Ballerup 2002
  -  Champion du monde de l'américaine (avec Jérôme Neuville)
- Stuttgart 2003
  -  Médaillé de bronze de la poursuite par équipes
- Melbourne 2004
  -  Champion du monde de la course aux points

### Coupe du monde
- 1997
  - 3e de la poursuite par équipes à Athènes
- 2000
  - 3e de la poursuite par équipes à Mexico
- 2003
  - 3e du scratch à Moscou
  - 3e de l'américaine à Aguascalientes
  - 3e de la course aux points au Cap
- 2004
  - 1er de la poursuite par équipes à Aguascalientes (avec Fabien Merciris, Anthony Langella et Fabien Sanchez)
  - 2e de la course aux points à Aguascalientes
  - 2e du scratch à Manchester

### Championnats de France
- 1997
  - 3e de la poursuite individuelle
- 2000
  -  Champion de France de la course aux points
  - 3e de la poursuite par équipes
- 2003
  - 2e de la poursuite individuelle
- 2006
  -  Champion de France de la course aux points